# Alligator Sky
Alligator Sky ist ein Lied der US-amerikanischen Pop-Band Owl City. Vom Lied gibt es vier Versionen, eine mit B.o.B, eine mit Shawn Chrystopher, eine mit Big Boi und eine ohne Rap. Das Lied wurde erstmals am 18. März 2011 veröffentlicht und ist die erste veröffentlichte Single aus Owl Citys Album All Things Bright and Beautiful. Der Song wurde unter anderem von Long Lost Sun geremixt.

## Hintergrund
Young erklärte gegenüber AOL, dass er ein großer Fan von Hip-Hop und dessen Bestandteilen sei und dass er mit verschiedenen Sounds experimentiert hätte. Er hätte im Lied Hip-Hop mit starkem Bass und eine eingängige Melodie vereinigen wollen, um den Titel von der letzten Veröffentlichung Owl Citys unabhängig und anders erscheinen zu lassen.

## Musikvideo
Im offiziellen Musikvideo, welches erstmals am 29. April 2012 bei YouTube veröffentlicht wurde und zu der Version mit Chrystopher gehört, sieht man hauptsächlich Shawn Chrystopher  in einem Weltraumanzug durch eine leere, verfallene Stadt laufen. Auch Adam Young von Owl City, ebenso im Weltraumanzug, spielt eine Rolle. Steve Hoover war beim Video Regisseur, Brandon Bonfiglio und Danny Yourd produzierten es.

## Rezeption

### Charts
Die Single wurde wenig erfolgreich, so erreichte sie nur die deutschen Airplay Charts (Platz 68), die deutschen Youth Airplay Charts (Platz 17) und die dänischen Airplay-Charts, wo Platz elf erreicht wurde.

### Kritik
Der Song bekam unterschiedliche Kritik. So meint Ulf Kubanke von laut.de, dass Alligator Sky „Gebrauchspop-Hörern vor dem Autoradio“ gefallen würde, Scott Fryberger von jesusfreakhideout.com erklärt, dass es sich sehr wie Fireflies anhören würde und es ihm gefalle, aber er es nicht toll fände.